# Frederik Lange Grundtvig
Frederik Lange Grundtvig (15. maj 1854 i København – 21. marts 1903 sammesteds) var en dansk-amerikansk præst og folklorist. Han var søn af N.F.S. Grundtvig og hans anden hustru Marie. Hans moder døde få måneder efter hans fødsel, og den efterladte N.F.S. Grundtvig skrev i den anledning blandt andet digtet "Rønnebæksholm", hvori den nyfødte Frederik Lange Grundtvig tilskrives en særlig betydning som foreningen af sin fader og sin nu afdøde moder. 
Efter 1876 at være privat dimitteret til universitetet kastede han sig over studiet af naturhistorie, sagn og folkeminder, hvoraf frugten er hans bog om Løsningsstenen (1878), men havde ved siden af statsvidenskab som embedsstudium. 
1881 tog han statsvidenskabelig eksamen, giftede sig og rejste til Nordamerika, hvor han 1883 blev kaldet til præst for den danske menighed i Clinton, Iowa, og her virkede han indtil 1900. 
Han var sjælen i "Dansk Folkesamfund", hvis opgave var at bevare det danske åndsliv hos de danske i Nordamerika. Under arbejdet herfor havde han idelige og heftige sammenstød med de ortodoks-lutherske eller Indremissionsfolkene derovre. 
Han har digtet flere salmer og fædrelandssange, udgav "Troens Ord" (København 1898).
1901 overtog han af "Kirkeligt Samfund af 1898" hvervet som rejsepræst i Danmark, men en nervesygdom standsede denne virksomhed og afbrød hans studier og lagde ham til sidst i graven.
Han er begravet på Vestre Kirkegård.